# Atentatul de la Sarajevo

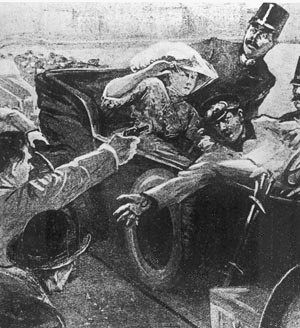
Momentul asasinării arhiducelui Franz Ferdinand și al soției sale

Atentatul de la Sarajevo (supranumit și „Împușcătura care s-a auzit în toată lumea”) a avut loc în data de 28 iunie 1914 pe Podul Latinilor din Sarajevo. În atentat au fost uciși arhiducele Franz Ferdinand și soția sa, ducesa Sophie Albina Chotek, de către extremistul sârb Gavrilo Princip. Acesta a fost unul dintre cei șase membri ai rețelei teroriste coordonate de Danilo Ilić, care avea în spate organizația panslavistă Mâna Neagră. 
Obiectivul politic al atentatului a fost desprinderea provinciilor slave din sudul Austro-Ungariei, astfel încât să formeze  Iugoslavia. Atentatul a dus direct la izbucnirea Primului Război Mondial, când Austro-Ungaria a trimis un ultimatum Regatului Serbiei, care a fost parțial respins. Austro-Ungaria a remis Serbiei o declarație de război, ceea ce a însemnat izbucnirea conflagrației.
Conducătorul acestor conspiratori militari sârbi a fost șeful Serviciului de Informații Militare Sârb, Dragutin Dimitrijević, mâna sa dreaptă, maiorul Vojislav Tankosić, și spionul Rade Malobabić. Maiorul Tankosić i-a înarmat pe asasini cu bombe și pistoale, apoi i-a antrenat. Asasinii aveau acces la aceeași rețea clandestină de case-refugiu și de agenți pe care a folosit-o Rade Malobabić pentru infiltrarea armelor și agenților în Austro-Ungaria.

## Desfășurare

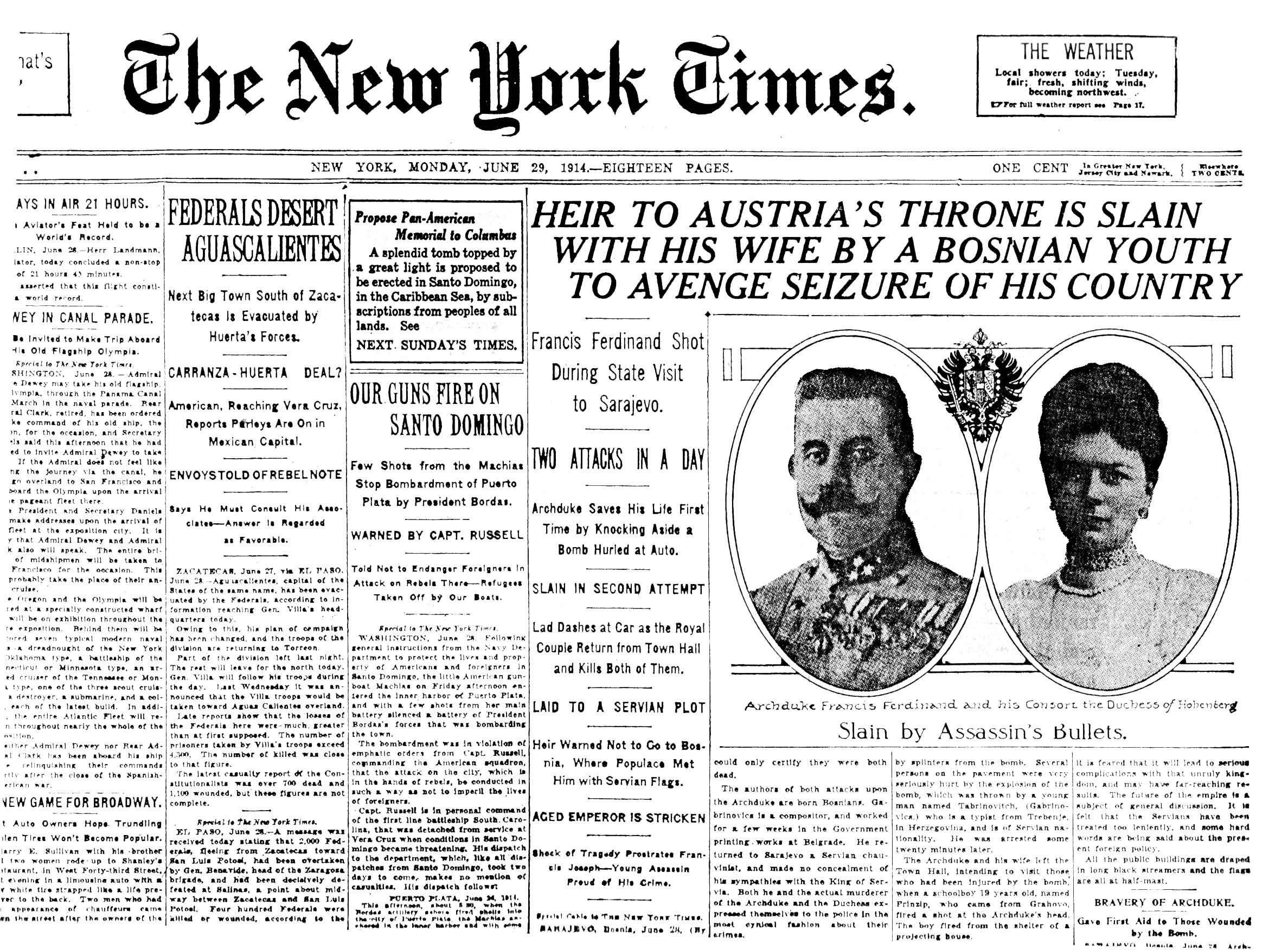
The New York Times, ediția din 29 iunie 1914

O primă încercare de asasinare a arhiducelui și a ducesei a avut loc în drum spre primăria orașului, când sârbul Nedeljko Cabrinovic a aruncat o bombă spre mașina în care se aflau înalții oaspeți. Cei vizați au scăpat nevătămați, dar au fost răniți doi însoțitori ai acestora și șase persoane din rândul privitorilor.
În ciuda celor întâmplate, Franz Ferdinand a refuzat să își întrerupă vizita și, după primirea festivă de la primărie, a insistat să facă un tur al orașului (potrivit unor informații, pentru a vizita un ofițer rănit de bombă). Soția sa a încercat să-l convingă să renunțe la acest tur, dar stăruințele ei au fost zadarnice.
Imediat după ce arhiducele și soția sa au părăsit primăria, sârbul bosniac Gavrilo Princip s-a desprins din mulțime și de pe un pod aflat în apropierea guvernului a tras, de la foarte mică distanță, două gloanțe mortale spre cuplul princiar. Victimele au fost duse la spital, unde s-a constatat moartea lor.
La fel ca Nedeljko Cabrinovic, și Princip a fost arestat imediat după atacul ucigaș. În acel moment, Princip nu avea împlinit majoratul, de aceea nu a fost condamnat la moarte, ci la 20 de ani de închisoare la Theresienstadt (astăzi Terezin, Cehia), unde a murit peste patru ani de tuberculoză.
A doua zi după atentat, sicriele cu trupurile neînsuflețite au fost duse la gara din Sarajevo, cortegiul funerar fiind condus de mai multe batalioane de infanterie și de cavalerie. Tunurile din cetate au tras o salvă de doliu, după care trenul s-a pus în mișcare. Înmormântarea a avut loc la Viena, într-un cadru restrâns.

## Consecințe

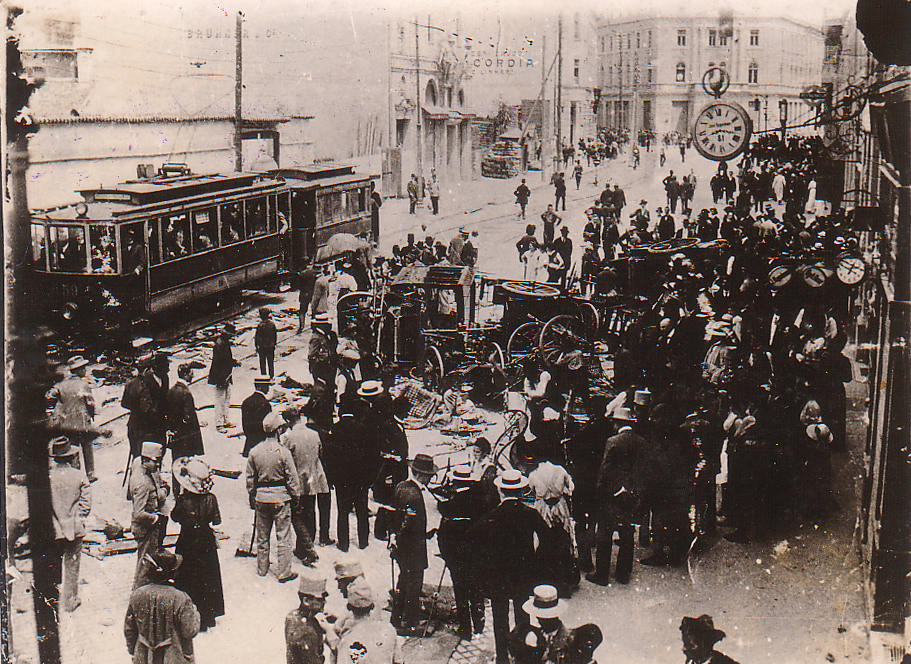
Pogrom anti-sârbesc a doua zi în Sarajevo

Atentatul a generat Criza din iulie, care a dus la declarația de război către Serbia din partea Austro-Ungariei, fapt care a marcat începutul primului război mondial.
Conducerea Serbiei a fost conștientă de posibilitatea ca Austro-Ungaria să reacționeze la atentat printr-o intervenție militară, astfel încât a deplâns în mod oficial uciderea moștenitorului tronului, arătând totodată că toți făptuitorii proveneau din Bosnia și Herțegovina, fiind așadar cetățeni austro-ungari.
În Bosnia și Croația au apărut represalii antisârbe violente. În presa sârbă de la acea vreme, acestea au fost folosite pentru a blama Austro-Ungaria, ceea ce a stârnit un veritabil război media între sârbi și habsburgi. La Viena, atitudinea sârbilor era văzută ca o probă a implicării Serbiei în uciderea arhiducelui Franz Ferdinand. În schimb în Serbia, aceasta era doar expresia libertății presei, garantată de Constituție; culpa în atentat aparținea presei naționaliste austro-ungare – controlată de guvern, în special conservatorul „Reichspost”.